# Belonogaster pusilloides
Belonogaster pusilloides är en getingart som beskrevs av Richards 1982. Belonogaster pusilloides ingår i släktet Belonogaster och familjen getingar. Inga underarter finns listade.